# Hatungun
Hatungun – wieś (desa) w kecamatanie Hatungun, w kabupatenie Tapin w prowincji Borneo Południowe w Indonezji.
Miejscowość ta leży w zachodniej części kecamatanu, około 8 km na wschód od Binuang i drogi Jalan Ahmad Yani.